# Muzeum Czołgów w Parola
Muzeum Czołgów w Parola (fiń. Panssarimuseo) – muzeum wojskowe poświęcone broni pancernej w Parola koło Hämeenlinna w Finlandii. 
Muzeum posiada w ekspozycji liczne czołgi, samochody pancerne i broń przeciwpancerną, które znajdowały się na wyposażeniu armii fińskiej. Muzeum otwarte zostało 18 czerwca 1961 roku.

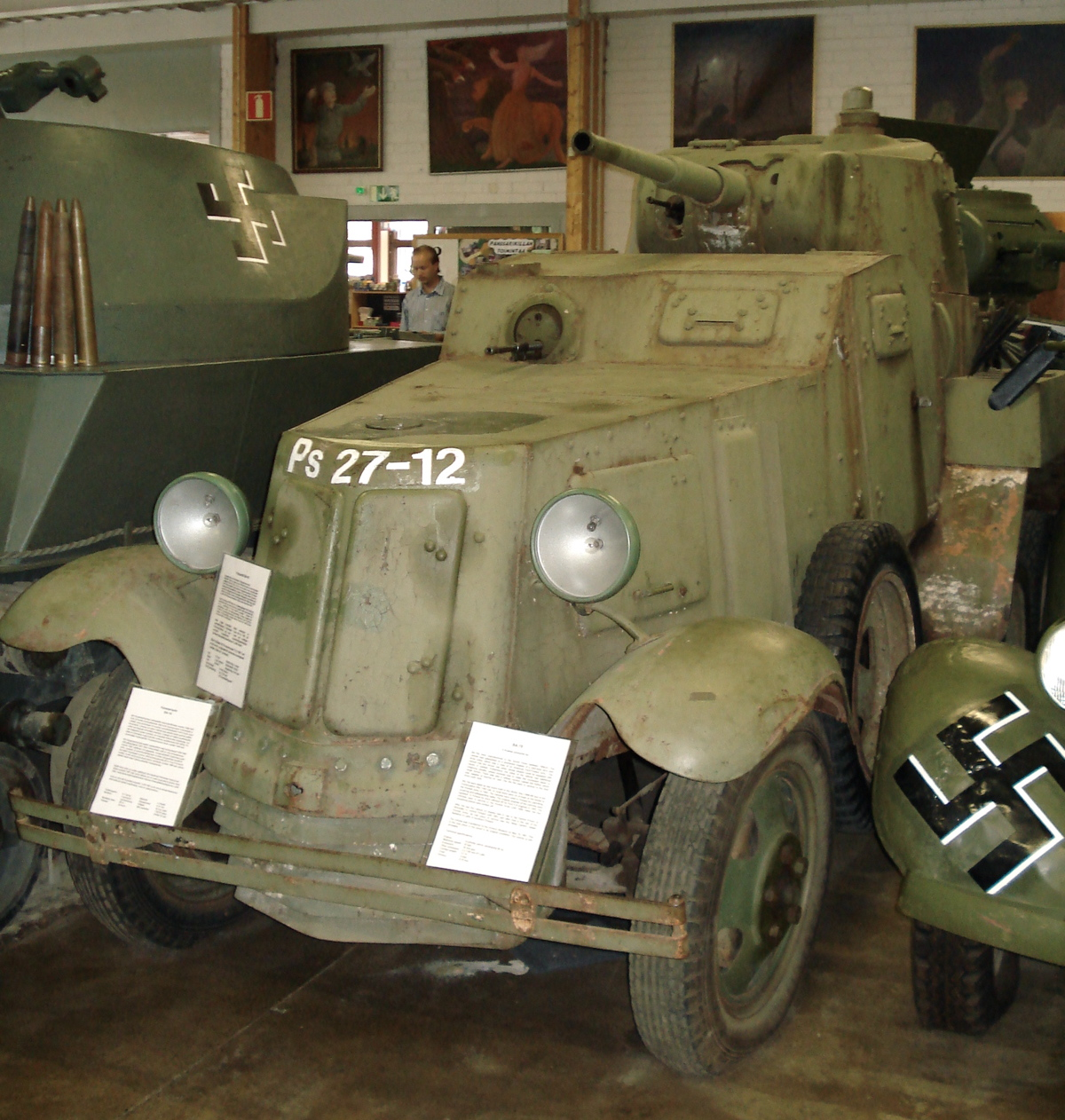
BA-10
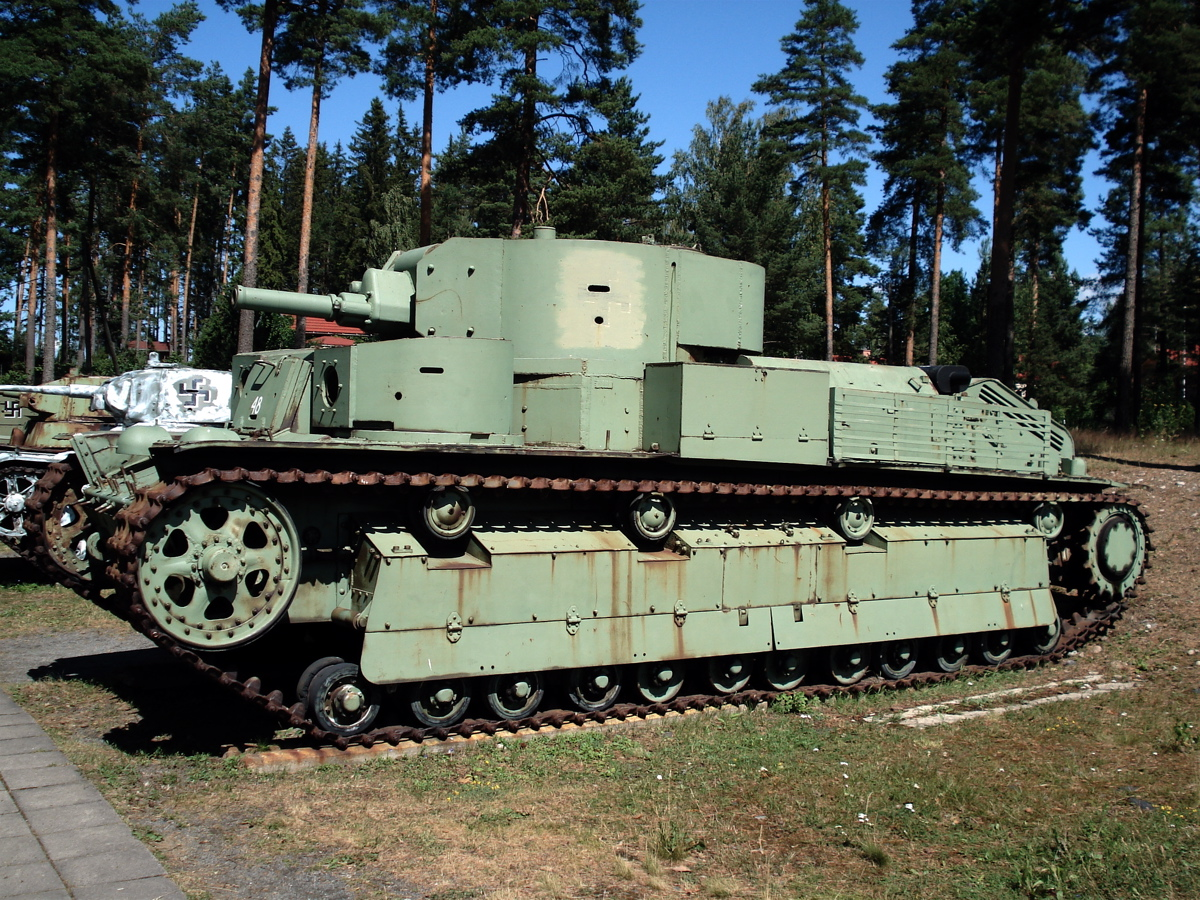
T-28
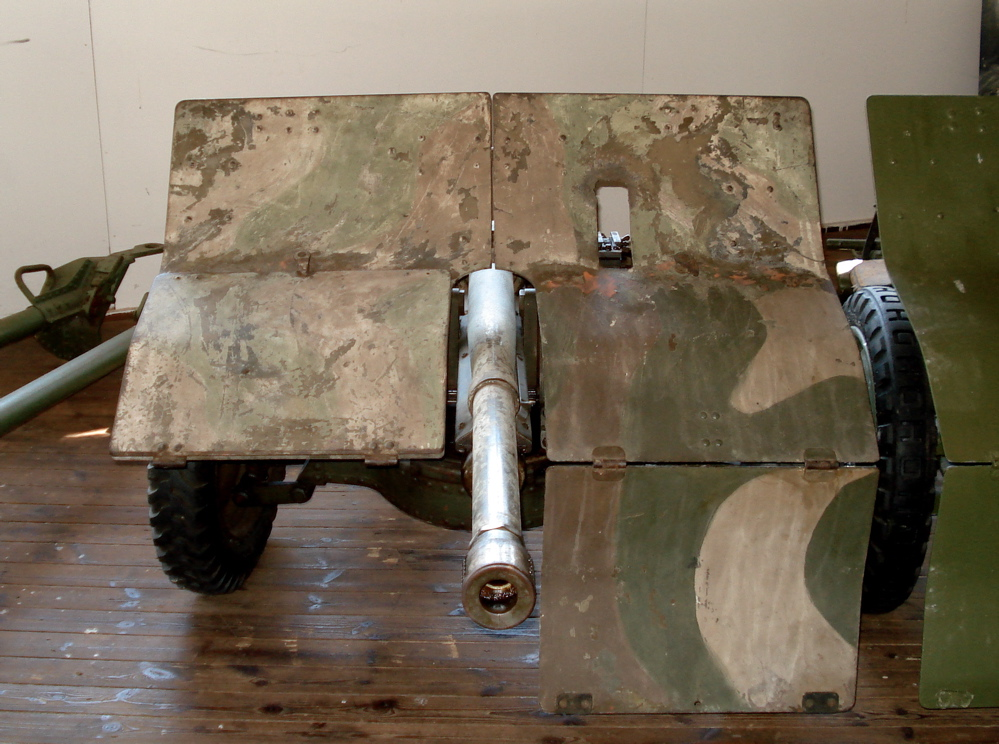
Polskie działo Bofors wz. 36 kal. 37 mm